# Marco Medel
Marco Antonio Medel de la Fuente (Santiago de Chile, 1989. június 6. –) chilei labdarúgó, a Santiago Wanderers középpályása.